# Základní škola T. G. Masaryka a gymnázium Česká Kamenice
Základní škola T. G. Masaryka a gymnázium v České Kamenici je městská příspěvková organizace, která poskytuje všeobecné středoškolské vzdělání formou 8letého studia.

## Historie
Škola od svého založení sídlí v Domě kultury v České Kamenici a částečně (jazykové učebny) také v sousední budově ZUŠ. V průběhu existence školy byly prostory Domu kultury postupně stavebně upravovány a adaptovány tak, aby vyhovovaly potřebám školského zařízení. Na škole nyní působí celkem 16 pedagogů, z toho je 11 žen. V současné době je na škole početně menší pedagogický sbor. V současnosti na škole studuje 150 studentů.

## Charakteristika studia
Gymnázium v České Kamenici s osmiletým studijním cyklem je z pohledu kapacity (cílová kapacita 240 studentů) menší školou. Nachází se v jižní části okresu Děčín. Je jednou z mála škol v této oblasti, která má ve své náplni soustavnou a systematickou přípravu ke studiu na vysoké škole, čímž přispívá ke zvyšování problematické vzdělanostní úrovně obyvatelstva v tomto regionu. Současná situace představuje jednu z nejnižších úrovní vzdělanosti v České republice. Ve statistikách je v regionu konstatován velmi nízký podíl populace s vysokoškolským vzděláním (v Ústeckém kraji nepřesahuje 9%), což v této příhraniční oblasti znamená jisté omezení konkurenceschopnosti pracovní síly na budoucím trhu práce v EU.
Vzhledem ke specifickým geografickým podmínkám a dopravní obslužnosti je gymnázium v České Kamenici školou tzv. spádovou. Pro vysokou nezaměstnanost v oblasti, která výrazně ovlivňuje mikroekonomiku rodinných rozpočtů, je nabídka možnosti studia a získání maturity v místě bydliště nebo nedaleko od něj pozitivem.